# Ines Schwerdtner
Ines Schwerdtner, née le 26 août 1989 à Werdau en RDA, est une journaliste et femme politique allemande, membre de Die Linke.
Elle est présidente fédérale de son parti avec Jan van Aken depuis octobre 2024 et députée directement élue (de) au Bundestag allemand depuis 2025.
À partir de 2014, elle travaille en tant que journaliste indépendante. Elle écrit pour plusieurs journaux orientés à gauche. De 2014 à 2019, elle dirige le magazine Das Argument (de). En 2020, elle fonde avec d'autres l'édition germanophone de Jacobin, un magazine socialiste originaire des États-Unis.

## Biographie

### Enfance et études
Ines Schwerdtner naît en 1989 à Werdau (à l'époque dans le district de Karl-Marx-Stadt) et grandit à Hambourg à partir de l'âge de quatre ans. Selon ses propres dires, sa famille a déménagé à l'Ouest après la révolution pacifique en RDA en raison des bouleversements économiques. Schwerdtner se décrit elle-même comme une « enfant de la chute du mur » et souligne que la ligne de démarcation entre l'Est et l'Ouest a également marqué sa propre biographie. Après son baccalauréat, elle étudie les sciences politiques et la philologie anglaise à l'Université libre de Berlin. En 2014, elle déménage à Francfort-sur-le-Main pour suivre un master en théorie politique, qu'elle termine en 2019.

### Vie privée
Depuis 2015, Ines Schwerdtner est la mère d'un fils. Tous deux vivent à Berlin. Elle est en couple avec l'homme politique autrichien Robert Krotzer (de) depuis 2023.

## Carrière de publiciste
Schwerdtner travaille en tant que journaliste et publiciste indépendante à partir de 2014.
Pendant ses études de master, Schwerdtner prend en charge à partir de 2014 la coordination de la revue scientifique marxiste Das Argument. Elle exerce cette activité jusqu'en 2019.
En 2020, elle fonde avec Ole Rauch et Loren Balhorn l'édition germanophone du magazine socialiste Jacobin, qu'elle dirige en tant que rédactrice en chef jusqu'en 2023. Selon elle, ce magazine devait être une « nouvelle voix fraîche du socialisme […] ». Dans ce cadre, elle écrit en partie l'éditorial ainsi que des contributions pour les éditions imprimées de Jacobin. Elle démissionne de ce poste en 2023 pour se consacrer davantage à son engagement politique.
Elle a également animé le podcast politique halbzehn.fm. Elle a publié des analyses et des commentaires politiques, notamment dans Der Freitag et dans analyse & kritik (de). Elle tient également son propre blog. À partir de 2023, et jusqu'à son élection à la tête du parti, elle est rédactrice pour le podcast Hyperpolitik.
Schwerdtner est fellow de l'Institut berlinois de théorie critique (de) (InkriT) et participe en tant que tel pendant plusieurs années à la nouvelle édition du Dictionnaire historique et critique du marxisme (de),.

## Engagement politique

### Engagement dans des initiatives et des associations
Pendant ses études, Schwerdtner s'engage dans des initiatives politiques et est porte-parole du syndicat Éducation et Science (GEW) pendant quelques années. Elle participe également à l'initiative Deutsche Wohnen & Co. enteignen. Schwerdtner est l'une des initiatrices de la campagne « Genug ist Genug » (Ça suffit !), créée en 2022 en réaction à la hausse des prix à la suite de l'invasion russe de l'Ukraine et de ce qu'elle considérait comme des mesures insuffisantes du gouvernement pour aider les parties les plus pauvres de la population. Les deux initiatives s'opposaient à l'injustice sociale et militaient pour la remunicipalisation du logement. En 2022, elle participe à la fondation fédérale d'utilité publique COMÚN en Autriche en tant que conseillère thématique. Elle est également chargée de mission auprès du président du conseil d'administration de la fondation Rosa-Luxemburg jusqu'en octobre 2024,.

### Carrière politique au sein du parti Die Linke

#### Vers le Linkspartei (2007-2023)
À l'âge de 16 ans, Schwerdtner et un groupe de jeunes, l'« Antifa AG », remportent un prix de la jeunesse pour un voyage d'études en Espagne. Ce prix est mis au concours par Gesine Lötzsch. En 2007, ils se rendent en Catalogne, ce fut leur premier contact avec le parti, alors le PDS, et Lötzsch. Elle décrit cela, ainsi que la fondation du Linkspartei et l'Agenda 2010, comme son « moment de réveil politique ». Elle était aussi stagiaire chez Lötzsch.

#### Adhésion à Die Linke et premiers mandats politiques (2023-2024)
En été 2023, Schwerdtner adhère au parti Die Linke à l'instigation de Gesine Lötzsch. Elle explique qu'elle est arrivée au Parti de gauche par Jacobin et qu'elle a étudié ce parti en tant que journaliste avant de décider qu'elle devait aussi y participer.
En février 2024, elle fonde avec d'autres membres du parti Die Linke le groupe de travail fédéral (BAG) Die Linke hilft. Celui-ci a pour but d'améliorer la mise en réseau des différentes initiatives émanant du Parti de gauche dans le cadre des problèmes de loyer, de chômage ou de questions sociales. Le BAG est décrit comme le projet de cœur de Schwerdtner. Par la suite, le BAG est officiellement reconnu par le parti en mars 2024 en tant que groupement national.
De plus, depuis mars 2024, elle est membre du conseil fédéral des porte-parole du groupe de travail fédéral Entreprise et Syndicat (de),.

#### Présidente du parti (à partir de 2024)
En juillet 2024, elle plaide dans un article pour la revue Luxemburg (de) pour un changement de cap du Parti de gauche. Celle-ci comprenait des exigences de clarté stratégique, de clarté programmatique et de renouvellement de la politique d'organisation. Ensuite, elle annonce en août de cette année sa candidature à la présidence fédérale du Parti de gauche. De plus, elle exige une nouvelle culture politique au sein du parti. Il s'agit avant tout de « vivre la convivialité et la solidarité révolutionnaires ». Après le débat sur l'antisémitisme au sein de la gauche berlinoise (de) d'octobre 2024, elle a, avec van Aken, largement contribué à la décision de Die Linke sur le conflit au Proche-Orient lors du congrès de Haller en 2024. Celle-ci demande un cessez-le-feu immédiat et la libération des otages israéliens enlevés par le Hamas,.

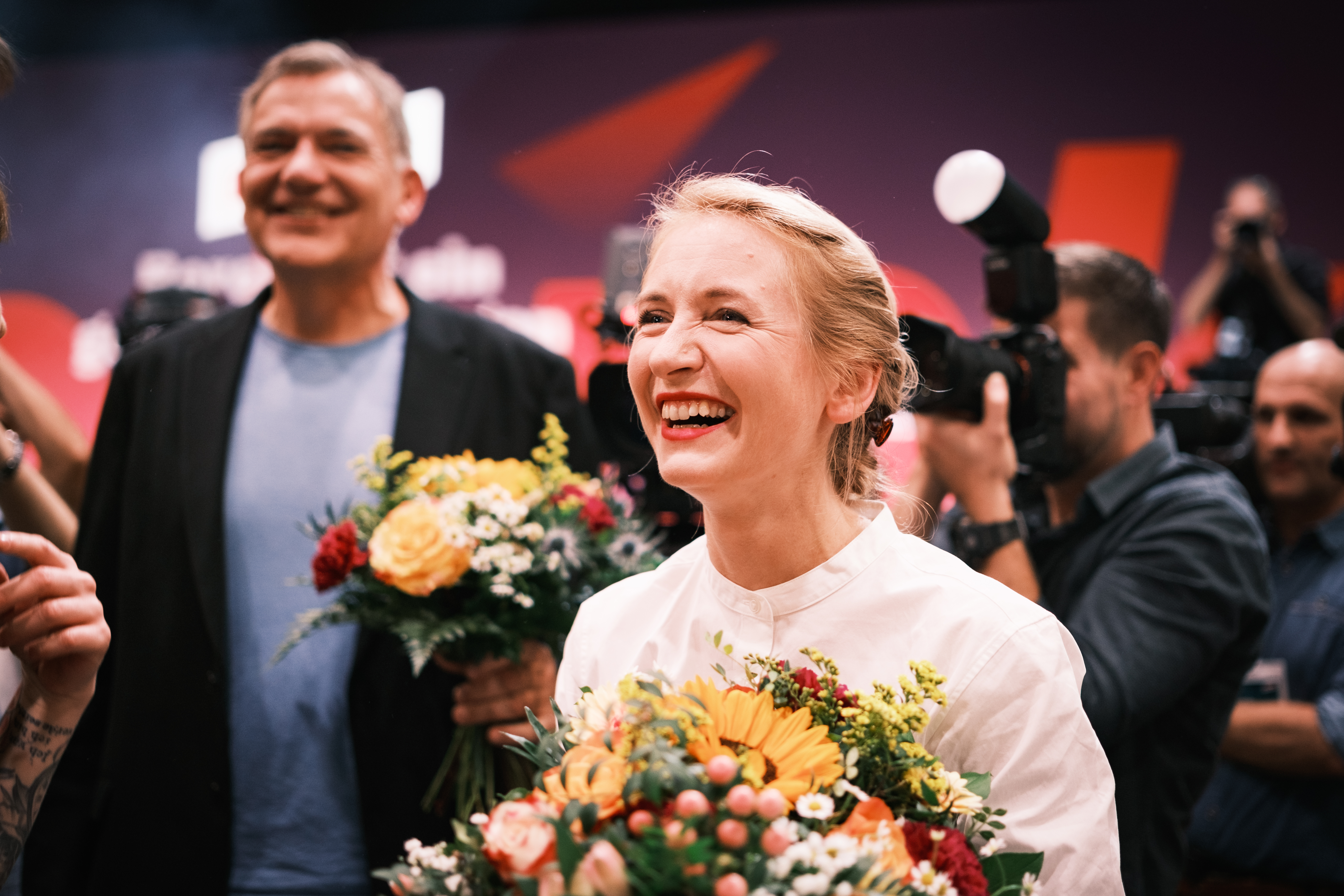
Ines Schwerdtner après son élection à la tête du parti (Halle, 2024).

Le 19 octobre 2024, Schwerdtner est élue à la tête du parti fédéral avec Jan van Aken lors du congrès fédéral à Halle-sur-Saale avec 79,8 % des voix. Schwerdtner limite son revenu en tant que présidente du parti — tout comme le co-président van Aken — au salaire moyen allemand (2850 euros net par mois). Ils font don de la partie de leur rémunération qui dépasse ce montant à des projets sociaux. Dans une interview de février 2025, elle annonce qu'ils s'efforceraient de renouveler le programme fondamental de Die Linke d'ici fin 2027, afin de l'adapter à la situation actuelle, qui a beaucoup changé depuis 2011.
Das Tagebuch, un magazine autrichien, juge au printemps 2025 que, outre Heidi Reichinnek et Jan van Aken, Ines Schwerdtner est également responsable du succès du Parti de gauche lors des élections fédérales allemandes de 2025. En outre, la stratégie de construction du parti serait probablement due à Schwerdtner, car celle-ci pensait que le Parti de gauche devait passer d'un « parti pour intellectuels de gauche urbains » à un parti pour la classe ouvrière. Elle dit elle-même qu'elle a plutôt un penchant pour le « marxisme de mouvement ouvrier » plutôt que pour une « école chargée de théorie » et se voit dans l'aile socialiste et proche des syndicats du parti. Elle voit en outre dans le KPÖ un modèle pour la construction du Parti de gauche. De plus, les deux présidents auraient réussi, du moins pendant la campagne électorale, à unifier les ailes au sein du Parti de gauche.

### Mandats politiques

#### Candidature aux élections européennes de 2024
Un an après son adhésion à Die Linke, elle se présente sans succès en cinquième position sur la liste pour les élections européennes de 2024,. Schwerdtner se présente sur la liste de Die Linke de Saxe-Anhalt. Elle est soutenue par la présidente du Land Janina Böttger. Elle souhaitait se concentrer sur les thèmes de la politique économique et industrielle au Parlement européen. Elle a également reçu le soutien de Gregor Gysi lors de la campagne électorale.
Au cours de la campagne pour les élections européennes, et après, elle fait une tournée en Allemagne de l'Est, visitant principalement les sections du Parti de gauche. Elle insiste sur le fait qu'il faut être sur place avec les gens pour pouvoir évaluer leurs problèmes,.
Après l'élection, elle parle dans sa propre analyse du fait que le Parti de Gauche ne pouvait pas se concentrer uniquement sur la récupération des électeurs du SPD et des Verts afin de compenser les pertes de l'autre côté, surtout au BSW. Elle demande également une « focalisation sur le contenu et une boussole stratégique » et elle souhaite en outre une participation aux élections régionales de Saxe, Brandebourg et Thuringe.

#### Mandat au Bundestag (à partir de 2025)

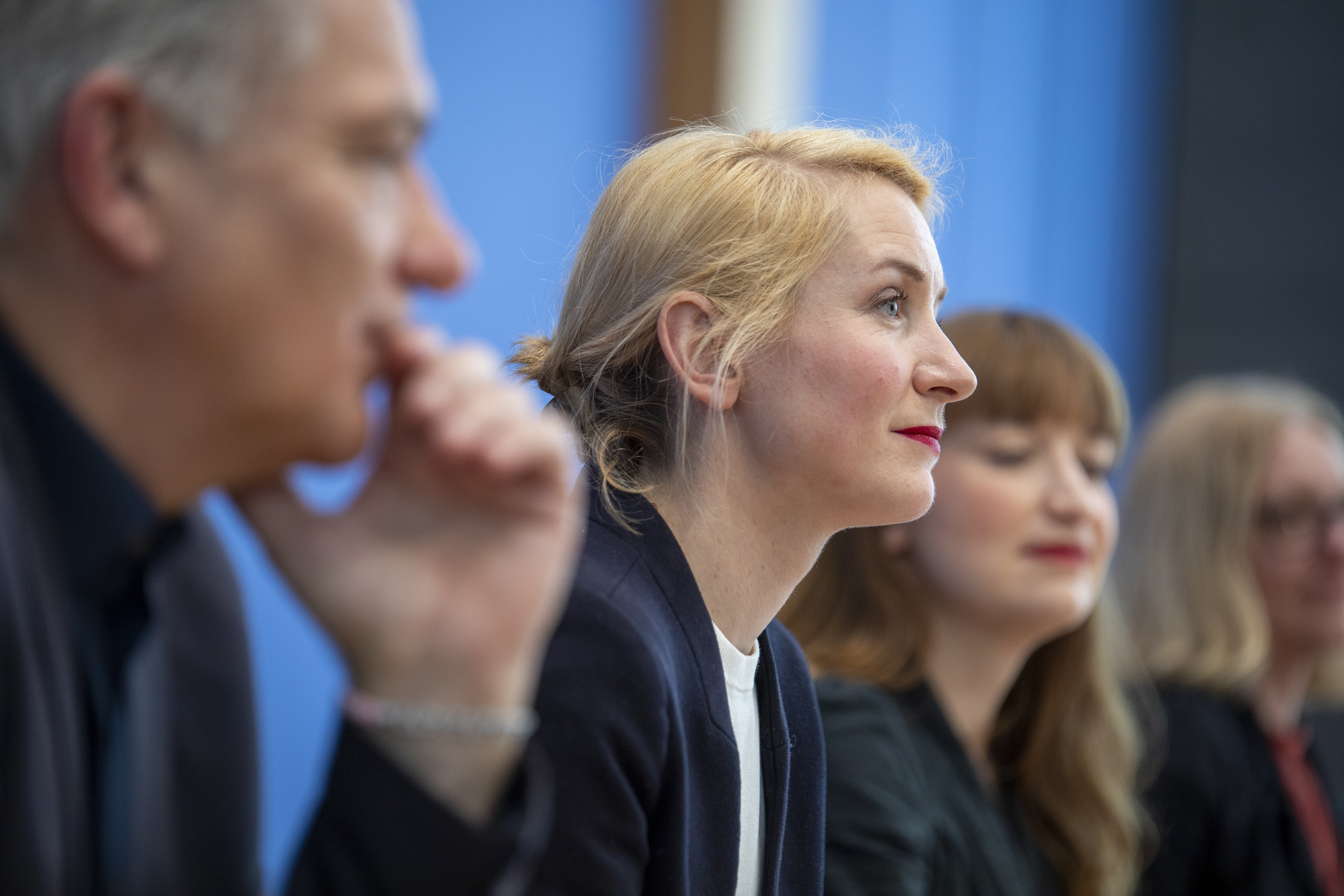
Conférence de presse fédérale de Die Linke après les élections fédérales de 2025 ; à gauche d'elle, Jan van Aken, à droite Heidi Reichinnek.

Pour les élections au Bundestag de 2025, Die Linke a poursuivi une double stratégie : surmonter la barrière des 5 % et gagner de manière ciblée des mandats directs, en particulier en Allemagne de l'Est. Schwerdtner s'est ainsi présentée comme candidate directe dans la circonscription de Berlin-Lichtenberg, succédant à Gesine Lötzsch. Elle est élue candidate directe avec 95,6 % des voix lors de l'assemblée générale de l'association du district de Lichtenberg. Elle s'est en outre présentée en deuxième position sur la liste du Land de Berlin. 
Lors de la campagne électorale, Schwerdtner a surtout misé sur le porte-à-porte à Berlin-Lichtenberg. Die TAZ considère que Schwerdtner était responsable de la base lors de la campagne électorale. Il est également observé qu'elle et Heidi Reichinnek, en tant que têtes de liste de la campagne, s'étaient surtout adressées aux jeunes électrices. Avec Reichinnek, elle s'est particulièrement focalisée sur la campagne électorale dans les médias sociaux. 
Lors des élections fédérales du 23 février 2025, elle est élue pour la première fois au Bundestag avec un mandat direct. Elle obtint 34,01 % des premières voix. Schwerdtner s'impose ainsi face à la candidate de l'AfD, Beatrix von Storch, qui avait été désignée comme son adversaire directe pendant la campagne électorale,. Elle remporte ainsi l'un des six mandats directs du Parti de gauche et l'un des quatre à Berlin. Avant les convocations de l'ancien Bundestag à des sessions spéciales, Schwerdtner et Jan van Aken ont porté plainte contre ces sessions devant la Cour constitutionnelle fédérale, estimant que leurs droits de députés avaient été violés. Cette requête a échoué. 
Elle est devenue membre du Bundestag allemand lors de la constitution du 21e Bundestag le 25 mars 2025. En tant que présidente du parti, elle est membre du comité directeur du groupe parlementaire Die Linke au Bundestag.

## Positions

### Politique internationale
Schwerdtner a présenté ses positions en matière de politique étrangère dans un document intitulé « Außenpolitik für Erwachsene » (Politique internationale pour adultes), publié en octobre 2024. Elle y rejette la militarisation de la politique internationale ainsi que la poursuite du réarmement et mise plutôt sur la diplomatie. Elle déclare que Die Linke ne pouvait « survivre qu'en tant que parti pour la paix ». Pour parvenir à la paix, il faut parfois faire des « compromis douloureux ». Elle demande : « Une politique internationale de gauche pour adultes doit préférer une paix imparfaite à une guerre sans fin ». Dans la guerre Russo-ukrainienne, elle est du côté des victimes des deux côtés du conflit et souhaite un recours plus soutenu à la diplomatie. Elle ne soutient pas la livraison d'armes, mais considère les sanctions économiques comme le moyen le plus efficace.
Le 7 octobre 2024, elle décrit l'attaque du Hamas contre Israël du 7 octobre 2023 comme « portée par une haine éliminatoire, et que rien ne peut justifier ». La réponse israélienne est cependant « dénuée de toute proportionnalité et de prémisses humanitaires ». Selon elle, il n'y a qu'une seule issue au conflit : une paix juste. Elle ajoute en outre que les autres États du monde devraient intervenir en bloc, mais que la situation géopolitique ne le permet pas. Après le débat sur l'antisémitisme qui a eu lieu en octobre 2024 au sein de la section berlinoise de Die Linke, Schwerdtner se positionne contre toute forme d'antisémitisme. Elle ajoute en outre qu'aucune violation du droit international ne pourrait en justifier une autre.

### Politique sociale
Afin d'atteindre à nouveau les personnes vivant dans des conditions précaires, la gauche devrait, selon elle, mettre l'accent sur les luttes de classe et ne pas s'engager autant dans les luttes culturelles qui, ces dernières années, ont parfois détourné l'attention des véritables problèmes de la société. En même temps, il ne faut pas abandonner sa position sur les questions culturelles, les groupes marginalisés doivent être défendus « sans réserve » contre les attaques de la droite. Il n'est toutefois pas nécessaire de commenter « chaque demande conservatrice stupide de réglementation linguistique ». En outre, un parti de gauche devrait proposer aux gens une aide concrète, par exemple par le biais de permanences sociales. Un meilleur ancrage dans les entreprises par le biais de groupes d'entreprises pourrait également augmenter l'attractivité auprès des travailleurs et travailleuses,.
En janvier 2025, Schwerdtner demande l'abolition complète des titres de noblesse et leur suppression des documents officiels et des passeports, ces titres devant être considérés comme des reliques obsolètes des privilèges d'antan.
Schwerdtner s'engage pour l'abolition de l'article 218 du code pénal allemand, qui réglemente la pénalisation de l'interruption de grossesse.
Schwerdtner aspire à l'égalité des salaires et des pensions en Allemagne de l'Est et de l'Ouest ainsi qu'à la promotion du changement structurel économique en Allemagne de l'Est. En raison de son parcours, Schwerdtner souhaiterait particulièrement s'engager pour faire entendre la voix de l'Allemagne de l'Est. 

### Politique économique et financière
En janvier 2025, Schwerdtner publie un document sur ce qu'elle appelle la « politique économique antifasciste », se référant aux propositions de l'économiste Isabella Weber. Elle souligne que l'insécurité économique constitue le terreau des mouvements populistes de droite et voit dans une politique sociale et économique active un moyen important de lutter contre ces évolutions. Elle estime que la politique économique et sociale de l'AfD et de la CDU n'est pas adaptée. Elle critique notamment les « attaques contre l'État social » que prévoit l'« Agenda 2030 » de la CDU. Son document économique contient trois principes : premièrement, il prévoit 2,4 milliards d'euros au cours des dix prochaines années pour les investissements publics (logements, infrastructures, écoles). Deuxièmement, un plafonnement des loyers (de) et des prix de l'énergie doit être mis en place. Pour cela, elle demande de suspendre le frein à l'endettement et d'introduire un impôt sur la fortune, un impôt sur les successions et un impôt sur les riches. Pour cela, elle demande de suspendre le frein à l'endettement et d'introduire un impôt sur la fortune, un impôt sur les successions et un Reichensteuer (de). Selon elle, l'antifascisme implique la création d'un État providence.
Schwerdtner demande la démocratisation de l'économie afin de ne pas laisser la planification économique à une simple « élite privée ». D'autre part, le socialisme d'État n'est pas non plus une solution ; il ne fait que transférer le pouvoir à une « élite étatique ». Au lieu de cela, les employés de l'entreprise et la population locale devraient avoir leur mot à dire et participer aux bénéfices. Cela pourrait être mis en œuvre par la transformation des entreprises en coopératives ou en établissements de droit public (de), ainsi que par la création de conseils économiques et sociaux. Elle estime que ces mesures sont également nécessaires pour lutter contre la crise écologique, car les collaborateurs d'une entreprise s'engagent souvent beaucoup plus en faveur de la transformation écologique que la direction ou la politique.

## Publications
- (de) Şeyda Kurt,  Dirk Hirschel, Sarah-Lee Heinrich, Maurice Höfgen, Genug! Warum wir einen politischen Kurswechsel brauchen [« Assez! Pourquoi nous avons besoin d’un changement de cap politique »], Berlin, Brumaire, 2023 (ISBN 978-3-948608-27-9)
- Kollektiv MF3000: Ändern wir die Welt, sie braucht es! Eine marxistisch-feministische Ansage (= In*sight/out*write. Nr. 10). Querverlag, Berlin 2023,  (ISBN 978-3-89656-328-6)[76].